# Vera Mihajlovna Bonč-Brujevič
Vera Mihajlovna Bonč-Brujevič (rođ. Veličkina, ruski: Вера Михайловна Бонч-Бруевич, дев. Величкина, Moskva, 20. rujna 1868. – Moskva, 30. rujna 1918.), ruska revolucionarka, liječnica i književnica. Supruga Vladimira Dmitrijeviča Bonč-Brujeviča.

## Biografija
Vera Mihajlovna Bonč-Brujevič, djevojačko prezime Veličkina, rođena je u svećeničkoj obitelji. Završila je studij medicine na Bernskom sveučilištu.
Svibnja 1899. (zajedno sa suprugom Vladimirom) sprovela je u Kanadu jednu od većih emigracijskih grupa duhoboraca.
Surađivala je s Lavom Tolstojem.
Od kraja 90-ih godina 19. stoljeća bila je u revolucionarnom pokretu. Od 1902. živjela je u emigraciji, sudjelovala u radu "Vandomovinske lige ruskih revolucionarnih socijal-demokrata" u ženevskoj grupi boljševika i organizirala prebacivanje partijske literature u Rusiju. Surađivala je u časopisima "Iskra" (ruski: Искра), "Vpered" (ruski: Вперёд - Naprijed), "Proletarij" (ruski: Пролетарий - Proleter) i prevodila djela Marxa i Engelsa. Predstavljala je boljševike u političkom "Crvenom križu" u Ženevi. Od 1905. do 1907. u Petrogradu je bila član redakcije partijskog izdanja "Vpered", a zatim je radila u časopisima "Zvijezda" i "Pravda" (ruski: Правда - Istina).
Poslije februarske revolucije bila je tajnica redakcije novina "Izvestija Petrogradskogo Sovjeta" (ruski: Известия Петроградского Совета - Dnevnik Petrogradskog Savjeta), član redakcije časopisa "Rabotnica" (ruski: Работница - Radnica) i član biroa Mjesnog rejonskog komiteta RSDRP(b) (ruski: Российская социал-демократическая рабочая партия - РСДРП - Ruska socijal-demokratska radnička partija (boljševika)).
U danima Oktobarske revolucije radila je u Medicinsko-sanitarnom odjelu Petrogradskog vojno-revolucionarnog komiteta.
Po ustanovljavanju Sovjetske vlasti bila je jedan od organizatora sovjetske zdravstvene službe i član prvog kolegija Narkomzdrava (ruski: Народный комиссариат здравоохранения - Narodni komesarijat zdravlja).
Bila je jedan od liječnika koji su liječili Lenjina.

## Obitelj
Suprug: Vladimir Dmitrijevič Bonč-Brujevič, ruski i sovjetski političar, povjesničar i pisac

## Vanjske poveznice
(na ruskom jeziku)
- Biografija na stranici www.diclib.com
- Povijest Moskovskog instituta fizičke kulture[neaktivna poveznica]
- Životna knjiga duhoboraca na stranici www.duhobor.ru  Arhivirana inačica izvorne stranice od 31. ožujka 2022. (Wayback Machine)